# 城中城大樓
22°37′44″N 120°17′07″E / 22.628784°N 120.285307°E
城中城大樓，是一棟位於台灣高雄市鹽埕區的大樓，為地上12層、地下2層之钢筋混凝土建物。

## 歷史
1977年10月20日開工，1980年8月22日竣工。並於1981年1月14日核發使用執照，總樓地板面積為22,391.29平方米，原用途規劃為地下1層供商場、歌厅，地下2層為停車空間，地上1至4層為商場，地上5、6層為電影院，6層除電影院挑高部分外也作為電影院業者許火金家族住宅使用，地上7至11層為辦公室，地上12層為餐廳，7樓至11樓辦公室樓層原先已分戶且有隔間，每層各39戶共計195戶，惟現已為套房雅房供人居住，依據2011年「高雄市建築物免變更使用執照辦法」，因樓地板面積未達500平方公尺，而無須辦理變更即得作為住宅使用，在大火前約有120户住家。早年曾作為全統百貨育樂股份有限公司所經營、並設立冰宮、電影院等設施之住商混合大樓，曾是全鹽埕區最熱鬧的地方，風光一時。但是自從商圈轉移，鹽埕區沒落後，就呈現半廢棄狀態。5樓已歇業的國宮戲院曾在2007年被佔據放映色情片供男同志取樂。隨著大樓荒廢，逐漸聚集遊民、販毒者與娼妓。還有流氓強收保护费，留下來的僅剩老人和社會弱勢族群。大樓內環境髒亂，因年久失修而殘破不堪，樓梯間堆滿廢棄物，原本預計欲都市更新，但因產權複雜無法執行。

## 樓層
| 樓層 | 原始用途                   | 2021年大火發生時用途                                                                       |
| ---- | -------------------------- | ------------------------------------------------------------------------------------------ |
| 12   | 餐廳                       | 停業廢棄                                                                                   |
| 11   | 辦公室                     | 分隔成套房雅房；部分老榮民過世後空屋無人繼承以致被非法佔據                                 |
| 10   | 辦公室                     | 分隔成套房雅房；部分老榮民過世後空屋無人繼承以致被非法佔據                                 |
| 9    | 辦公室                     | 分隔成套房雅房；部分老榮民過世後空屋無人繼承以致被非法佔據                                 |
| 8    | 辦公室                     | 分隔成套房雅房；部分老榮民過世後空屋無人繼承以致被非法佔據                                 |
| 7    | 辦公室                     | 分隔成套房雅房；部分老榮民過世後空屋無人繼承以致被非法佔據                                 |
| 6    | 電影院及電影院業者家族住宅 | 電影院業者家族住宅                                                                         |
| 5    | 國宮戲院                   | 停業廢棄                                                                                   |
| 4    | 城中城百貨                 | 停業廢棄                                                                                   |
| 3    | 城中城證券                 | 停業廢棄                                                                                   |
| 2    | 冰宮                       | 停業廢棄                                                                                   |
| 1    | 商場                       | 電器行、骨董茶具行（海祿堂；停業後現作為倉庫使用）；部分店面歇業閒置，有人居住在木板隔間中 |
| B1   | 商場、歌廳                 | 停業廢棄                                                                                   |
| B2   | 停車場                     | 停業廢棄                                                                                   |

## 焚毀
城中城大樓發生過兩次火災。第一次發生在1999年，火災當時是白天，救出28人；第二次則在2021年10月14日凌晨3時，大火焚毀本建築並造成46人死亡、41居民與2消防員受傷。

## 後續
火災後的城中城大樓在經過高雄市土木技師、結構技師及建築技師公會鑑定為已經成為不適居住而必須拆除的危樓後，高雄市政府在11月11日宣布該棟大樓拆除成為公園綠地，而後於11月17日宣布強制拆除的日期為12月17日並且給予居民自宣告日至拆除日的一個月搬遷期。12月15日，原定於12月17日進行拆除作業宣布提前至12月16日開始進行拆除。2022年5月20日拆除完畢，拆除後的空地將被改建為「府北公園」，5月27日舉行動土典禮，而在災後發生剛一周年，即2022年10月14日竣工，公園由高雄市副市長林欽榮及市議員李喬如、蔡金晏等人主持揭牌開幕儀式，並邀請當地里長及倖存的城中城大樓居民參與。